# حادث قطار نهر كينو
حادث قطار نهر كينو حادث تصادم بين قطارين وقع في 21 تشرين الثاني من عام 1950م بالقرب من مدينة فالمونت في شرق كولومبيا البريطانية، كندا، عندما إصطدم قطاران وجها لوجه، أحدهما كان قادما من جهة الغرب ويقل جنودا كنديين والآخر كان قادما من جهة الشرق ويتبع لهيئة السكك الحديدية الوطنية الكندية (CNR) . أدى الاصطدام إلى مقتل 21 شخص، منهم 17 جندي كندي كانوا في طريقهم إلى الحرب الكورية بالإضافة إلى طاقم القطار المؤلف من شخصين في كل قطار.
أظهر التحقيق الذي أجري بعد الحادث أن الرسالة التي أرسلت بواسطة التلغراف للقطار الذي يقل الجنود الكنديين كانت مبهمة ومختلفة عن الرسالة المقصودة وكانت الكلمات الحاسمة والمهمة مفقودة فيها، مما تسبب في استمرار قطار الجنود الكنديين في طريقه بدلاً من التوقف، وهو ما أدى إلى الاصطدام. اتهم ألفريد جون «جاك» أثيرتون ( مشغل التلغراف) بالقتل الخطأ ؛ وزعمت هيئة الإدعاء في المحكمة أنه كان مهملاً في تمرير رسالة غير مكتملة. قامت عائلة ألفريد جون أثيرتون بتعيين عضو البرلمان جون ديفينباكر كمحامي دفاع، الذي تمكن لاحقا من تبرئة ألفريد جون أثيرتون.
بعد وقوع الحادث، قامت هيئة السكك الحديدية الوطنية الكندية بتثبيت إشارات تنبيه وتحذير على امتداد المسار الذي وقع فيه الحادث. قامت هيئة تشغيل خط السكك الحديدية في وقت لاحق بإعادة تنظيم الخط الرئيسي في تلك المنطقة، مما أدى إلى إزالة منحنى حاد كان يمنع أفراد الطواقم من رؤية القطارات القادمة. أدى دفاع ديفينباكر الناجح عن ألفريد جون أثيرتون وتبرئته إلى نهوضه وشهرته السياسية حيث أصبح لاحقا رئيسا لوزراء كندا.